# Veldherenkwartier
Het Veldherenkwartier is een voormalige wijk in Den Haag die tegenwoordig onderdeel is van de wijk Regentessekwartier, stadsdeel Segbroek.
Het Veldherenkwartier is gelegen tussen het Zeeheldenkwartier (grens: Koningin Emmakade), het Verversingskanaal, de Laan van Meerdervoort en de Kleine Veenkade.
De straatnamen zijn ontleend aan de namen van officieren die onder meer in de Franse revolutionaire en napoleontische oorlogen en ten tijde van de Belgische Opstand van 1830-1839 voor het Koninkrijk der Nederlanden en haar voorganger het Soeverein Vorstendom der Verenigde Nederlanden (1813-1815) hebben gestreden. De wijk is gecentreerd rondom het Koningsplein en staat daarom ook wel bekend als de Koningspleinbuurt.